# Raiz (artiste)
Pour les articles homonymes, voir Raiz.
Raiz, de son vrai nom Gennaro Della Volpe (né le 22 avril 1967 à Naples), est un auteur-compositeur-interprète et acteur italien.

## Biographie
À l'âge de 7 ans, il déménage avec sa famille à Vignate, dans la province de Milan, mais à l'âge de 13 ans, il retourne à Naples. Il fréquente le lycée classique d'État au Convitto Nazionale Vittorio Emanuele II, sur la Piazza Dante. Il choisit le nom de Raiz, d'origine arabe, en prenant pour référence le chef de la pêche au thon sicilienne qui était appelé ainsi.
Il devient la voix d'Almamegretta, dont les autres membres sont Giovanni Mantice, Gennaro T. (le fondateur du groupe), D. Rad (alias Stefano Facchielli, qui ne rejoindra le groupe que plus tard) et Paolo Polcari. En 1991, ils publient Anima migrante, qui sera le titre du premier album éponyme du groupe, sort en 1993 et suit en 1995 par Sanacore. Le nom Almamegretta provient d'un groupe précédent formé par Gennaro Tesone ; tous les membres du nouveau groupe s'accordent à le garder. Un remix du single Karmacoma de Massive Attack donne naissance à The Napoli Trip. En 1998, leur troisième œuvre, Lingo, sort, suivie l'année suivante par 4/4.
Depuis 2001, Raiz participe à des projets qui n'impliquent pas directement Almamegretta, en collaborant à l'Orchestral World Groove de Gaudi et en participant à la pièce Brecht's Dance avec Cantieri Teatrali Koreja. En mai 2004, il sort son premier album solo, Wop, anticipé par le single Scegli me (dont il a écrit les paroles sur une musique de Pier Paolo Polcari). Le titre de l'album rappelle le terme anglo-américain Wop, un surnom donné aux États-Unis aux émigrants italiens qui travaillaient sans papiers. W.O.P., le deuxième single de l'album, sort accompagné d'un clip réalisé par Ago Panini avec le collectif Kroitnijz.
En 2007, son deuxième album, Uno, sort. Il participe également, avec SteelA et Giuseppe de Trizio, au Concerto del Primo Maggio 2008 à Rome et, au cours de l'été de la même année, il parcourt l'Italie dans le cadre d'une tournée ; il revient également, le temps d'une soirée en juillet, pour chanter avec ses anciens musiciens d'Almamegretta lors de la soirée d'ouverture du Neapolis Rock Festival, où il chante en duo avec ses amis Massive Attack.
En 2013, il retourne définitivement à Almamegretta (avec qui il avait déjà recommencé à jouer en concert en 2011 à l'occasion du 20e anniversaire du groupe). En février de la même année, il participe avec Almamegretta au Festival de Sanremo 2013 et, fin mai, ils sortent Controra, leur premier album à nouveau ensemble après douze ans. En 2016, le groupe sort l'album Ennenne et en 2017 sa version entièrement remixée, Ennenne Dub, avec des reprises de Gaudi, Sherwood, Bovell, Vibronics, Paolo Baldini et la participation de Lee Scratch Perry à l'un des deux titres inédits de l'album (Music Evolution). L'autre, Pray, coproduit par Paolo Baldini, est en quelque sorte un avant-goût d'un album conceptuel sur lequel le groupe travaille avec le dub master de Pordenone et qui verra le jour en 2018.
En mai 2014, sort l'album Dago Red, un duo avec Fausto Mesolella, guitariste historique du Avion Travel. L'album Dago Red remporte la Targa Tenco dans la catégorie interprètes,. Le CD comprend également Rita Marcotulli (piano), Ferdinando Ghidelli (pedal steel), Mimì Ciaramella (batterie), Adolfo La Volpe (harmonium) et Wena (chœurs). En 2018, il reçoit le Premio DiscoDays. En 2021, il sort l'album Napoli C.le / Düsseldorf avec Lucariello et le single Aria ouvre le premier épisode de la dernière saison de Gomorra - La serie.
Raiz est également acteur : il apparait dans Cuore Scatenato de Gianluca Sodaro, Tatanka de Giuseppe Gagliardi, Passione de John Turturro, Ammore e Malavita des Manetti Bros, Mare fuori de Cristiana Farina et Maurizio Careddu (réalisé par Carmine Elia, Milena Cocozza et Ivan Silvestrini) dans le rôle du célèbre Don Salvatore Ricci et I bastardi di Pizzofalcone 3 de Monica Vullo.

## Vie personnelle
En 2024, sa femme Daniela meurt d'un cancer ; de leur union est née Léa,.

## Discographie

### Albums studio
- 2004 : Wop (Phoenix)
- 2007 : Uno (Universal Domestic)
- 2011 : YA! (Universal)
- 2014 : Dago Red (Arealive/CNI) avec Fausto Mesolella
- 2023 : Si l'ammore è o cuntrario da morte (Tributo a Sergio Bruni)

### Singles
- 2004 : Scegli me
- 2004 : W.O.P.
- 2007 : Nanninella X
- 2007 : Never Forget U
- 2007 : 'O Paraviso 'n Terra
- 2008 : Sole
- 2011 : Domani, domani, domani
- 2011 : Full of Love
- 2015 : Tu
- 2015 : Che ne saje?
- 2020 : Ddoje mane

### Avec Almamegretta

#### Albums studio
- 1993 : Animamigrante
- 1995 : Sanacore
- 1996 : Indubb
- 1998 : Lingo
- 1999 : 4/4
- 2001 : Imaginaria
- 2002 : Venite! Venite!
- 2013 : Controra
- 2016 : EnnEnne
- 2017 : EnnEnne Dub
- 2022 : Senghe

#### EP
- 1993 : Figli di Annibale
- 1994 : Fattallà
- 1996 : Sanacore Re-Prises
- 2010 : Drop and Roll

#### Singles
- 2001 : Fa' ammore cu'mme
- 2010 : Nun te scurda' (Passione version)
- 2022 : Figlio

### Avec Lucariello
- 2021 : Napoli C.le / Düsseldorf (album)

## Filmographie

### Cinéma
- Cuore scatenato, réalisé par Gianluca Sodaro (2000)
- Aspettando il sole, réalisé par Ago Panini (2008)
- Passione, réalisé par John Turturro (2010)[9]
- Tatanka, réalisé par Giuseppe Gagliardi (2011)
- Ammore e malavita, réalisé par Manetti Bros. (2017)
- L'agenzia dei bugiardi, réalisé par Volfango De Biasi (2019)
- 7 ore per farti innamorare, réalisé par Giampaolo Morelli (2020)
- Mixed by Erry, réalisé par Sidney Sibilia (2023)

### Télévision
- L'ispettore Coliandro 6, regia dei Manetti Bros. - série télévisée, épisode 3 Il team (2017)
- Mare fuori - série télévisée (2020-2024)
- I bastardi di Pizzofalcone, réalisé par Monica Vullo - série télévisée, épisode 3x04 (2021)
- Diversi come due gocce d'acqua, réalisé par Luca Lucini – téléfilm (2022)